# Quartetto per archi n. 20 (Mozart)
Il Quartetto per archi n. 20 in re maggiore K. 499 fu composto da Wolfgang Amadeus Mozart per il suo amico compositore ed editore Franz Anton Hoffmeister; viene talvolta indicato con il nome di questo primo editore. L'autografo mozartiano riporta come data della composizione il 19 agosto 1786; non si sa se il quartetto fu composto su commissione.

## Contesto
Due mesi dopo la pubblicazione dei quartetti op. X – Quartetti Haydn – il compositore salisburghese, sebbene fosse al culmine della notorietà e del successo, versava in tali difficoltà economiche da dover ricorrere all'aiuto di Hoffmeister: 
«Carissimo Hoffmeister!
Cerco rifugio da Lei, e Le chiedo per intanto di assistermi con un poco di denaro, di cui ho in questo momento grandissima necessità. Perdoni che io La importuni sempre, ma conoscendomi, e sapendo Lei quanto mi sta a cuore che le Sue cose vadano bene, sono anch'io persuasissimo che Lei non prenderà in mala parte le mie insistenze, ma al contrario mi aiuterà con la stessa sollecitudine che io avrei a Lei.» 
Le richieste di Mozart furono esaudite e Hoffmeister acconsentì ad aiutare il compositore. Negli anni successivi il sodalizio Mozart-Hoffmeister portò alla stampa di oltre dieci lavori cameristici, tra i quali il Quartetto per pianoforte, viola e violoncello K 478 e, per l'appunto, il quartetto per archi K 499 che, fatto singolare, venne pubblicato nel 1786 come numero unico, senza venire collocato in una serie. La cronica penuria di denaro durante la permanenza nella capitale austriaca, costrinse Mozart
negli anni che seguirono a chiedere ad Hoffmeister ulteriori somme di denaro in cambio di composizioni.

## Analisi
Il primo movimento, Allegretto, è in forma-sonata, ma è praticamente costruito su di un unico tema principale, cui si alternano varie idee secondarie, nessuna delle quali ha però l'importanza di un vero e proprio secondo tema; pertanto questo primo movimento si può considerare un misto di sonata e di rondò, caratterizzato però da una grande unitarietà di concezione.
Il secondo movimento è un Minuetto in re maggiore, "contegnoso, aristocratico e dotto", che contiene un trio in re minore. 
Il terzo movimento è un Adagio in sol maggiore, in tre quarti, in forma-sonata; anch'esso, come il primo movimento, si distingue per omogeneità di concezione e per la continuità del discorso musicale. 
Il quarto movimento, Allegro, è in forma mista di sonata e rondò e vi compaiono tre temi principali; come in tutto il quartetto, il suo carattere psicologico ed espressivo è difficile da definire, mentre ne è evidente la grande maestria compositiva.